# Symplocos coccinea
Symplocos coccinea là một loài thực vật thuộc họ Symplocaceae. Đây là loài đặc hữu của México. Chúng hiện đang bị đe dọa vì mất môi trường sống.